# Saxifraga florulenta
Saxifraga florulenta es una especie de planta fanerógama perteneciente a la familia Saxifragaceae originaria de Europa. 

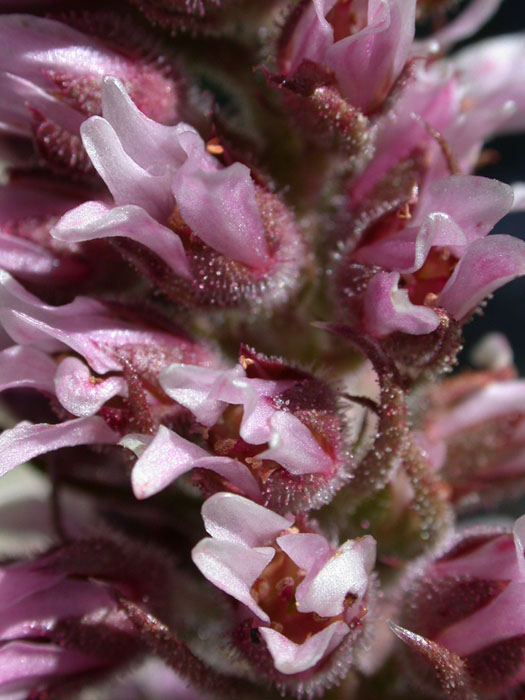
Flores

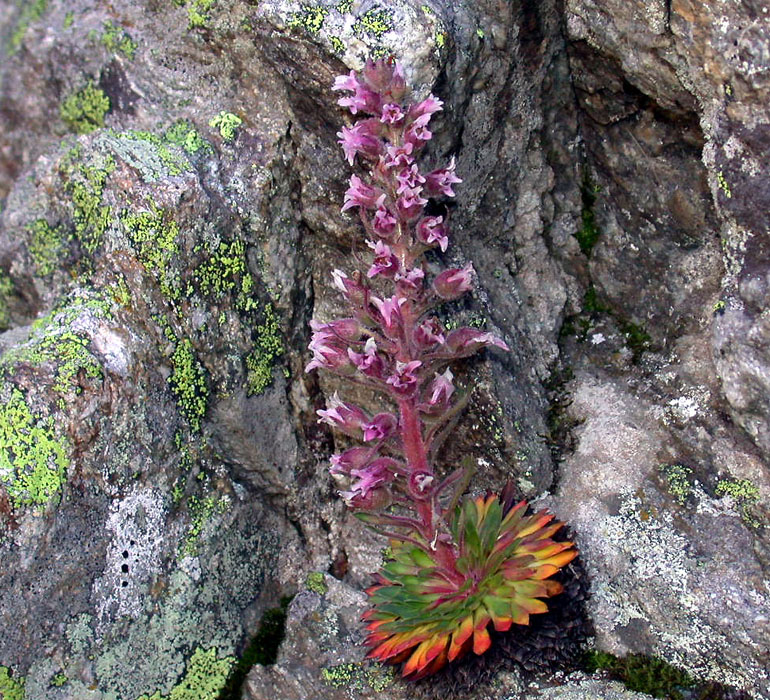
En su hábitat

## Descripción
Saxifraga florulenta tiene las hojas dispuestas en espiral, formando una roseta densa. Esta roseta perenne crece con los años. Las flores son rosas blancas a lo largo de un pico en forma de campana  de 10 a 40 cm que transportan hasta 300 flores. La flor tiene 5 sépalos y 5 pétalos y florece sólo una vez en su vida después de décadas (40-75 años).

## Hábitat
La raíz solo se hunde en las grietas. Planta con afinidad por el gneis y pequeñas grietas, donde se produce principalmente en las paredes verticales a una altitud de  entre 1700 y 3000 m.
La especie es endémica de los Alpes Marítimos y tiene un área de distribución restringida. Se encuentra en más de 87 localidades pero las poblaciones son estables y crece en las fisuras de la roca que son de difícil acceso. Esto y el hecho de que las localidades se encuentran dentro de  áreas protegidas, hace que las especies no estén amenazadas por el momento. Sin embargo, en caso de que cese esta protección, la especie puede convertirse rápidamente en peligro de extinción. Por tanto, se evaluó como de Preocupación Menor.

## Distribución geográfica
Se distribuye por Francia e Italia.
La población en Italia tiene menos de 1.000 individuos maduros, pero la tendencia es estable a aumentar. En Francia, se produce en siete localidades de hábitat poco accesible sin amenazas directas y la especie es común allí. Las fluctuaciones en el número de individuos  se han observado en Francia es creciente. 

## Taxonomía
Saxifraga florulenta fue descrita por Giuseppe Moretti y publicado en Giorn. Fis. II, 6: 468 1823.
Etimología
Saxifraga: nombre genérico que viene del latín saxum, ("piedra") y frangere, ("romper, quebrar"). Estas plantas se llaman así por su capacidad, según los antiguos, de romper las piedras con sus fuertes raíces. Así lo afirmaba Plinio, por ejemplo.
florulenta: epíteto latino que significa "con abundante floración".
Sinonimia
- Tristylea florulenta (Moretti) Jord. & Fourr.
- Saxifraga floribunda  D. Dietr.[3][4]